# أوبريشن سي
أوبريشن سي (بالإنجليزية: Operation C)‏ ، وتسمى في النسخة اليابانية كونترا (باليابانية: コントラ) ، هي لعبة إلكترونية من نوع أقتل واجري، صدرت عام 1991م.

## وصلات خارجية
- Game Boy Contra @ Game Kommander
- أوبريشن سي على موبي غيمز